# Faye HeavyShield
Faye HeavyShield es una escultora y artista de instalación canadiense, del pueblo originario kainai (o tribu de la sangre). Es conocida por su uso repetitivo de objetos y escritura para crear instalaciones a gran escala, a menudo minimalista, específicas de un sitio.

## Antecedentes
HeavyShield, la tercera más joven de doce hermanos, creció en el extremo norte de la Blood Reserve, donde su padre manejaba un rancho. De joven asistió a la escuela católica de St. Mary's Residential. Creció en la Reserva y habló piesnegros e inglés y pasó bastante tiempo con su abuela que le contó sus historias tradicionales sobre la tribu de la sangre y pies negros. 
En 1980 ella comenzó a asistir a clases en el Alberta College of Art and Design pero obtuvo más adelante su Licenciatura de Bellas Artes en la Universidad de Calgary en 1986.
En 2007, HeavyShield narró y actuó en "Legends of Kainai: Stories from the Blackfoot People of Southern Alberta", producido por la Corporación Canadiense de Radiodifusión (CBC).

## Carrera de la bella arte
"Mi arte es un reflejo de mi ambiente e historia personal como vivió en la geografía física del sur de Alberta con su hierba de pradera, coulees de río, y el viento y una educación en la comunidad de Kainai (con un stint de la niñez En el sistema de escuelas residenciales católicas). El pasado, el presente y el imaginario forman el vocabulario utilizado para realizar mis pensamientos e ideas; Respuestas y referencias al cuerpo, a la tierra, al lenguaje."
Faye HeavyShield

Al entrar en el Alberta College of Art, comenzó a explorar estilos artísticos encontrándose atraída a trabajar con sus manos a través de la escultura y las instalaciones a gran escala. La creación de estas obras le dio una sensación de inmersión en los materiales y conceptos detrás de las piezas. 

### Instalaciones escultóricas
Muchas de las obras de HeavyShield son arte específico del sitio, como el "cuerpo de tierra", creado por primera vez en 2002. Cientos de pequeñas formas cónicas de papel se colocan solitariamente, Parejas, o en grupos, en una pared. Las formas están en tonos rojos, rosados, púrpuras y marrones. Los colores se obtienen a partir de imágenes digitales de piel humana, magnificadas, luego impresas en papel.  Cuerpo de tierra  busca mostrar la permanencia de entornos, comunidad, lenguaje e historia. 
Estas obras a menudo muestran múltiples, ya sean las formas en "cuerpo de tierra", barcos, pequeños cuadrados de tela u otros objetos delicados y a menudo creados a mano. La creación de estas piezas conduce a tareas repetitivas, tales como ropa de muerte - este proceso repetitivo es uno que HeavySheilds encuentra meditativo y exploratorio.

### Patrimonio
Siempre una fuente importante de inspiración para HeavyShield es la vida de en la reserva de sangre y la ascendencia de Blackfoot y fluyen constantemente a través de su trabajo. En 2004 creó el kuto'iis ("sangre"), que consiste en cientos de pequeñas bolas anudadas de tela unidas a una pared, pintadas en ocre rojo. Similar a  cuerpo de tierra  en su colocación caótica de los nudos, cada nudo significa un coágulo de sangre. El patrón repetitivo y el acto ritual de crear los nudos ha sido descrito como una "recolección de historias, los sonidos del lenguaje y la canción, del hogar".
Entre 2007-2008 HeavyShield estudió la perla de sangre en las colecciones del Museo Canadiense de Civilización, el Museo Real de Ontario y el Museo Glenbow. Al estudiar los sistemas de clasificación de los museos de estos objetos, se dio cuenta de que estaban almacenados en filas de cajones o en estantes y a menudo con sólo pequeñas etiquetas de catálogo. Durante este estudio también pensó en las personas (principalmente las mujeres) que crearon los objetos, las personas que ella y su familia están relacionadas genéticamente e históricamente. Una pieza que vino de este estudio es horas (2007); Un libro, sin texto, que consta de doce páginas encuadernadas de granos blancos tejidos.

### Simbolismo cristiano
La educación católica de HeavyShield y la importancia del cristianismo en la reserva de sangre sigue apareciendo en su trabajo. Los dibujos y las esculturas inspirados por el wimple usado por las monjas grises aparecen a mediados de los años 90 con el corazón del cuerno del corazón así como las direcciones de la oración en la pieza de la instalación mostrando fuentes semi-abstractas colocadas en una pared reflejando rituales católicos y oraciones.  Ahora me acuesto  fue parte de su exposición de 1994 "En el jardin de los Ángeles" en The Power Plant en Toronto.